# Cotonou City Crew
Cotonou City Crew ou CCC est un groupe et label discographique indépendant béninois de hip-hop et RnB, originaire de Cotonou.

## Histoire
Cotonou City Crew voit le jour en 2007. Il est un label discographique indépendant et un groupe de rap masculin composé de quatre membres : Amir El Présidenté, Nasty Nesta, B-Syd et D.A.C. Ce groupe est né d'un désir de collaboration des rappeurs béninois sous l'égide de Diamant Noir afin de rassembler autour d’eux les artistes qu’ils jugent talentueux au Bénin dans le but de dynamiser la musique urbaine. En 2008, le label CCC est lancé officiellement sur internet avec les compilations W.A.R Vol. 1 et Vol. 2 qui sont téléchargées à plus de 80 000 exemplaires,,,.

## Style musical
Le groupe CCC fait de la musique moderne hip-hop (rap), et RnB.

## Membres
Les membres connus du CCC sont,, : Amir El Présidenté (membre du groupe Diamant Noir), Nasty Nesta, B-Syd, D.A.C, Blaaz, Cyano-Gêne, et Roccah.
En 2022, le groupe ne compte plus que 4 membres, avec le départ de Blaaz, Roccah, Cyano-Gêne et d'Anouar ,,,.

## Distinctions
Grâce à ces artistes, Cotonou City Crew est un groupe populaire béninois, le plus nommé et le plus récompensé du rap béninois. Ayant à son actif :
- Benin R&R Awards
- 2 fois « meilleur album de l’année » ;
- 2 fois « meilleure mixtape de l’année » ;
- 2 fois « meilleur clip de l’année » ;
- 2 fois « meilleur single de l’année».

## Discographie

### Albums
- 2008 : Mixtape W.A.R Vol.1
- 2008 : Mixtape W.A.R Vol.2
- 2008 : Il le fallait (Nasty Nesta)
- 2008 : RapStar
- 2010 : Good Life (D.A.C)
- 2010 : Mixtape empreintes digitales (Diamant Noir et DJ Myst)
- 2010 : Audiobiographie (Diamant Noir)
- 2011 : Entre 2 mondes (B-Syd)
- 2011 : Je suis le rap africain (Nasty Nesta)
- 2013 : Parti d'1 rêve
- 2013 : Owo projet (EP)
- 2020 : C'est nous
- 2021 : VladAmir Poutine : La Rancune Du Scorpion (Amir El Présidenté).

### Singles
Il a à son actif plusieurs singles:
- 2016 : On en a
- 2016 : Mugabé
- 2016 : Baby dance
- 2017 : Je suis qu'un homme
- 2021 : On sait qui est qui (feat. Tyaf)